# Frank Righeimer
Frank Righeimer, född 28 februari 1909 i Chicago i Illinois, död 5 juli 1998  i Palm Beach i Florida, var en amerikansk fäktare.
Righeimer blev olympisk bronsmedaljör i florett vid sommarspelen 1932 i Los Angeles.